# آرشي غودوين
آرشي غودوين (بالإنجليزية: Archie Goodwin)‏ هو كاتب قصص مصورة وكاتب ورسام توضيحي أمريكي، ولد في 8 سبتمبر 1937 في كانساس سيتي في الولايات المتحدة، وتوفي في 1 مارس 1998 في نيويورك في الولايات المتحدة بسبب سرطان.

## وصلات خارجية
- آرشي غودوين على موقع IMDb (الإنجليزية)
- آرشي غودوين على موقع قاعدة بيانات الفيلم (الإنجليزية)